# Ioan al II-lea al Portugaliei
João II, Rege al Portugaliei OG (pronunția portugheză în AFI ʒu'ɐ̃ũ; română: Ioan al II-lea), Prințul Perfect (portugheză o Príncipe Perfeito), al patrusprezecelea rege al Portugaliei și Algarves,  (n. 3 martie 1455, Castle of Saint George⁠(d), Districtul Lisabona, Portugalia – d. 25 octombrie 1495, Alvor⁠(d), Algarve, Portugalia) A fost fiul regelui Alfonso al V-lea al Portugaliei, și a Elisabetei de Coimbra, prințesa Portugaliei. Ioan al II-lea i-a urmat pentru scurt timp pe tron tatălui său în 1477, când acesta s-a retras la o mânăstire, dar a devenit rege doar în 1481. 
Ca prinț, Ioan al II-lea și-a acompaniat tatăl în campaniile din nordul Africii, și a fost numit cavaler în urma victoriei de la Arzila, din 1471. În 1473 s-a căsătorit cu Leonora de Viseu, infanta Portugaliei și verișoara lui primară.
Încă de tânăr, nu era popular printre curteni, deoarece nu acorda atenție influențelor externe, și părea că disprețuiește intriga. Nobilii (în special Ferdinand al II-lea, Duce de Bragança) se temeau de viitoarele acțiuni ale lui Ioan ca rege. Temerile lor se vor dovedi a fi justificate. 
După ascensiunea oficială la tron pe 1481, Ioan al II-lea a luat o serie de măsuri pentru a limita puterea importantă a aristocrației sale, și pentru a-și acorda mai multe prerogative. În scurt timp, nobilii au început să conspire; Ioan doar a așteptat. Scrisori de nemulțumire și rugăminți de a interveni au fost schimbate între Ducele de Bragança și regina Isabela I a Castiliei. În 1483, corespondența a fost interceptată de spioni regali. Casa de Bragança a fost scoasă în afara legii, terenurile ei au fost confiscate, și ducele a fost executat în Évora. 
În anul următor, Ducele de Viseu, văr și cumnat al regelui, a fost chemat la palat și înjunghiat de însuși regele, deoarece era suspectat de participarea la o nouă conspirație. Multe alte persoane au fost executate, asasinate sau exilate în Castilia, inclusiv episcopul de Evora, care a fost otrăvit în închisoarea unde era deținut.
Se spune că regele ar fi zis, în legătură cu nobilii rebeli : „Sunt lordul lorzilor, nu servitorul servitorilor”. În urma acestor evenimente, nimeni din regat nu mai îndrăznea să-l înfrunte pe rege. Ioan al II-lea a putut să guverneze cum a dorit, fără să mai fie amenințat de conspirații. Nobilii care s-au aliat cu Ioan, sau care s-au predat, au fost obligați să depună jurăminte publice de loialitate, în schimbul cărora se bucurau de unele privilegii, cu toate că trebuiau oricum să plătească unele taxe. 
Având de condus un regat falimentat, Ioan al II-lea a încercat să rezolve situația creând un regim agil, în care Consiliul Erudiților a jucat un rol vital. Regele a verificat apoi istoria oamenilor din regat, alegând membri în funcție de abilități, talente și recomandări. Plângerile populare și actele judiciare se bucurau în general de simpatia regelui. Chiar și înainte de Tratatul de la Tordesillas, Ioan al II-lea obținuse atât de mult profit din investițiile sale în explorațiile și expansiunea de peste mări, încât moneda portugheză devenise cea mai puternică din Europa. Regatul a putut să strângă în sfârșit taxe pe cont propriu, din moment ce își plătise toate datoriile, în special mulțumită principalei surse de aur din acea vreme, coasta din Guinea.
1. ↑  Katalog der Deutschen Nationalbibliothek, accesat în 17 iulie 2021